# Ägidius (Heiliger)

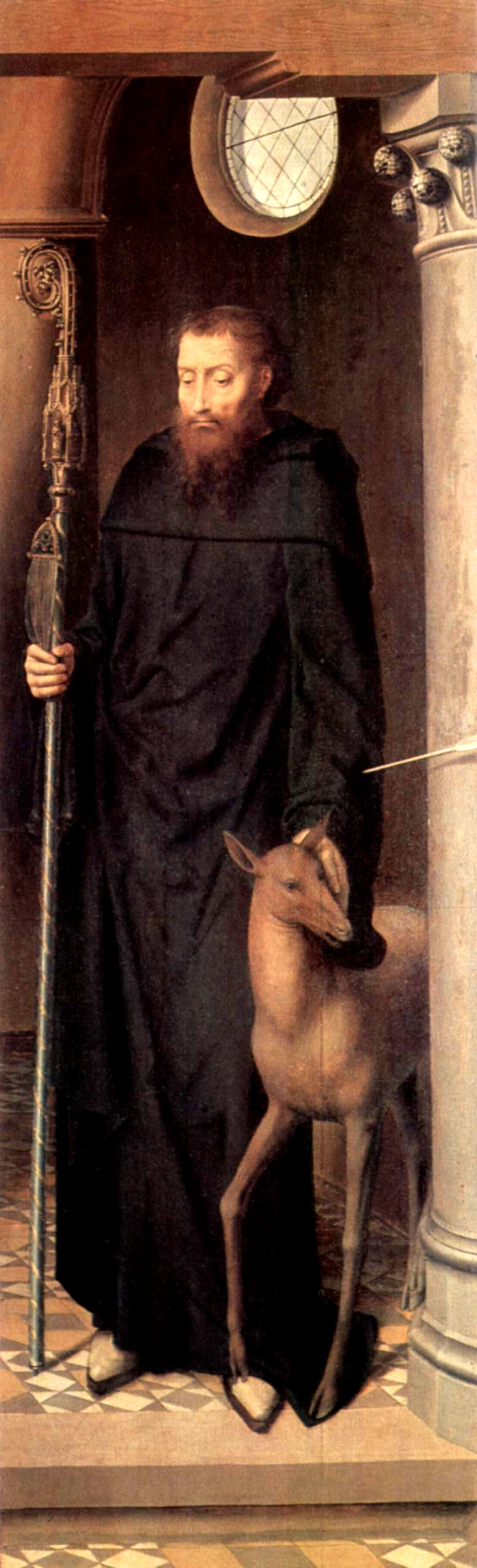
Hl. Ägidius im rechten Außenflügel des Triptychons des Passionsaltars des Lübecker Doms von Hans Memling, ca. 1491

Der heilige Ägidius (* um 640 in Athen; † 1. September zwischen 710 und 724, wahrscheinlich 720 im heutigen Saint-Gilles) war ein griechischer Kaufmann und später Abt der Abtei Saint-Gilles in Südfrankreich. Er ist einer der Vierzehn Nothelfer und war im Mittelalter einer der populärsten Heiligen Europas. Sein Gedenktag ist der 1. September.

## Andere Namen
Ägidius ist im deutschen Sprachraum auch bekannt als Aegidius, Egid,  Egidius, Egydius, Ilg, Ilgen, Jilles, Jillies, Jilg, Gilg, Gilgian oder Gilgen.
Im Französischen nennt man ihn Saint Gilles, im Griechischen Aigigios („der Schildhalter“) oder Aigeides (Αἰγείδης, „die Hirschkuh“), im Italienischen Sant'Egidio, im Englischen Saint Giles, im Niederländischen Sint Gillis, im Polnischen Święty Idzi, im Ungarischen Szent Egyed und im Tschechischen Svatý Jiljí.

## Biografie und Legenden

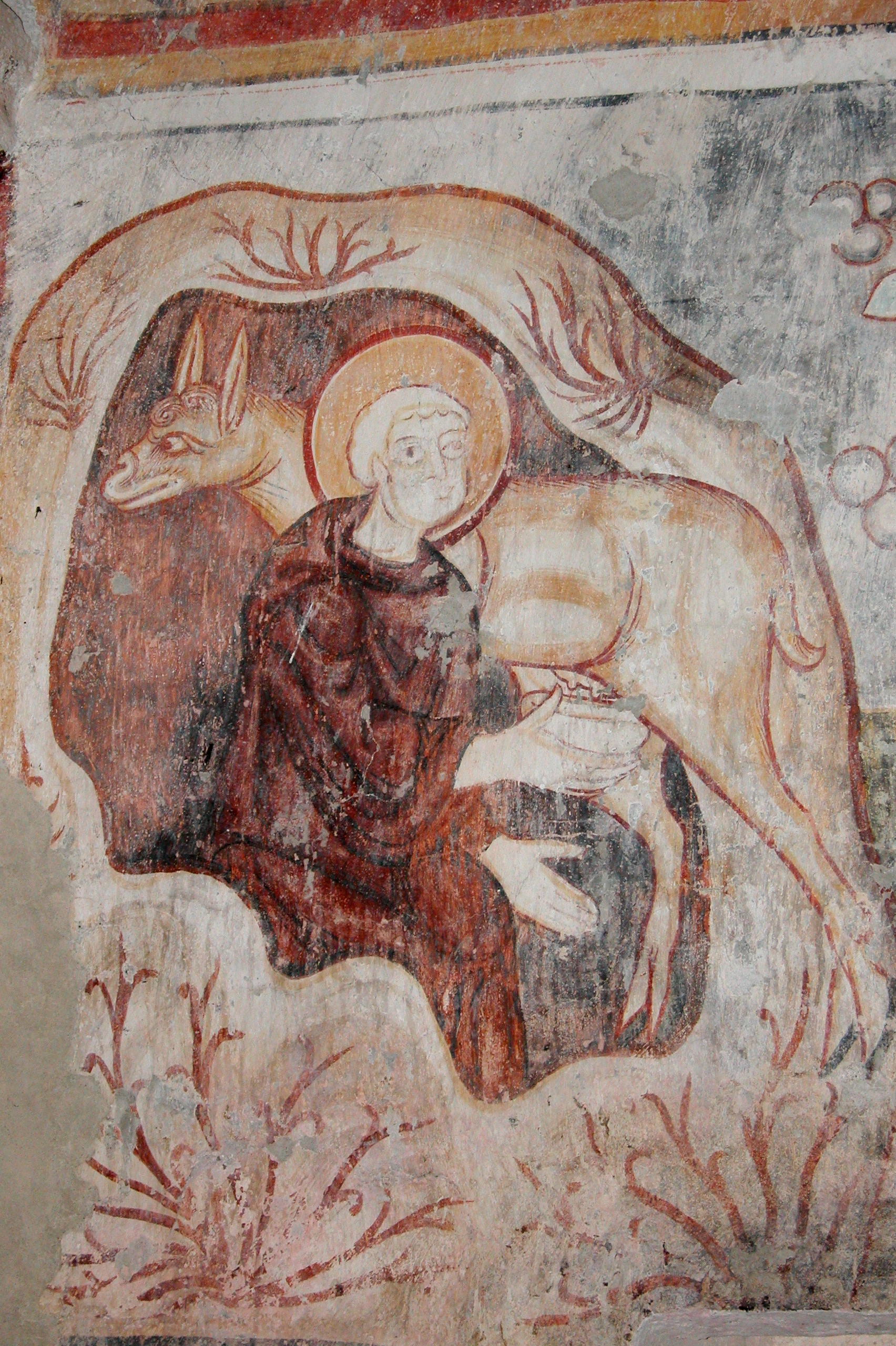
Romanische Darstellung der Ägidiuslegende in der Kirche St. Rupert in Weißpriach

Ägidius wurde vermutlich um 640 als Sohn einer noblen Athener Familie geboren. Er verließ seine griechische Heimat und lebte jahrelang in der Diözese von Nîmes als Einsiedler in einer Höhle an der Mündung der Rhone in das Mittelmeer.

### Entwicklung zum Heiligen
Der Legende nach nährte ihn durch Gottes Fügung eine Hirschkuh mit ihrer Milch. Während einer Jagd des Westgotenkönigs Wamba (reg. 672–680) flüchtete diese Hirschkuh zu Ägidius, der sich schützend vor das Tier stellte und so versehentlich von einem Pfeil getroffen wurde. In der Erkenntnis, dass die Tugend in der Schwachheit vollendet werde, bat er Gott, dass ihm während seines Erdendaseins die Gesundheit nicht wiederkehren solle. So blieb ihm die Wunde bis an sein Lebensende. Zur Vergebung seiner Schuld an dem Jagdunfall ließ der König unter Ägidius' Leitung ein Kloster errichten. So gründete dieser 680 die später nach ihm benannte Abtei von Saint-Gilles. Zu seinen Lebzeiten dürfte der Ort noch Pons Aerarium geheißen haben, wie im Itinerarium Burdigalense aus dem Jahr 333. Bis zu seinem Tode stand er dem Kloster als Abt vor.

### Weitere Legenden
- Einer weiteren Legende zufolge soll Ägidius den Sohn des Fürsten von Nîmes wieder zum Leben erweckt haben.
- In Rom soll er unter Gebeten die ihm vom Papst für sein Kloster geschenkten Türen aus geschnitztem Zypressenholz in den Tiber geworfen haben; nach seiner Rückkehr fand er diese dann im Hafen seiner Heimatstadt wieder.
- Als ein Klosterbruder an der Jungfräulichkeit der Maria zweifelte und drei Fragen in den Sand schrieb, erblühten als Antwort des Ägidius drei weiße Lilien auf dem dürren Boden.
- Karl der Große – der allerdings fast 100 Jahre später lebte – soll sich um die Fürbitten des Ägidius bemüht haben: Ein Engel legte danach einen Zettel mit der bestätigten Sündenvergebung auf den Altar, an dem Ägidius sein Amt versah. Seitdem gilt Ägidius als Beistand einer guten Beichte und Vergebung und zählt als solcher zu den Vierzehn Nothelfern. Die Fürbitte des Heiligen für den Kaiser ist unter anderem auf einem der Glasfenster in der Kathedrale von Chartres dargestellt. Der Karlsschrein im Aachener Dom zeigt Ägidius und Karl im Beichtgespräch.
- Bei der Bestattung des Entschlafenen hörten Anwesende die Chöre der Engel, die seine Seele in den Himmel trugen.

## Verehrung

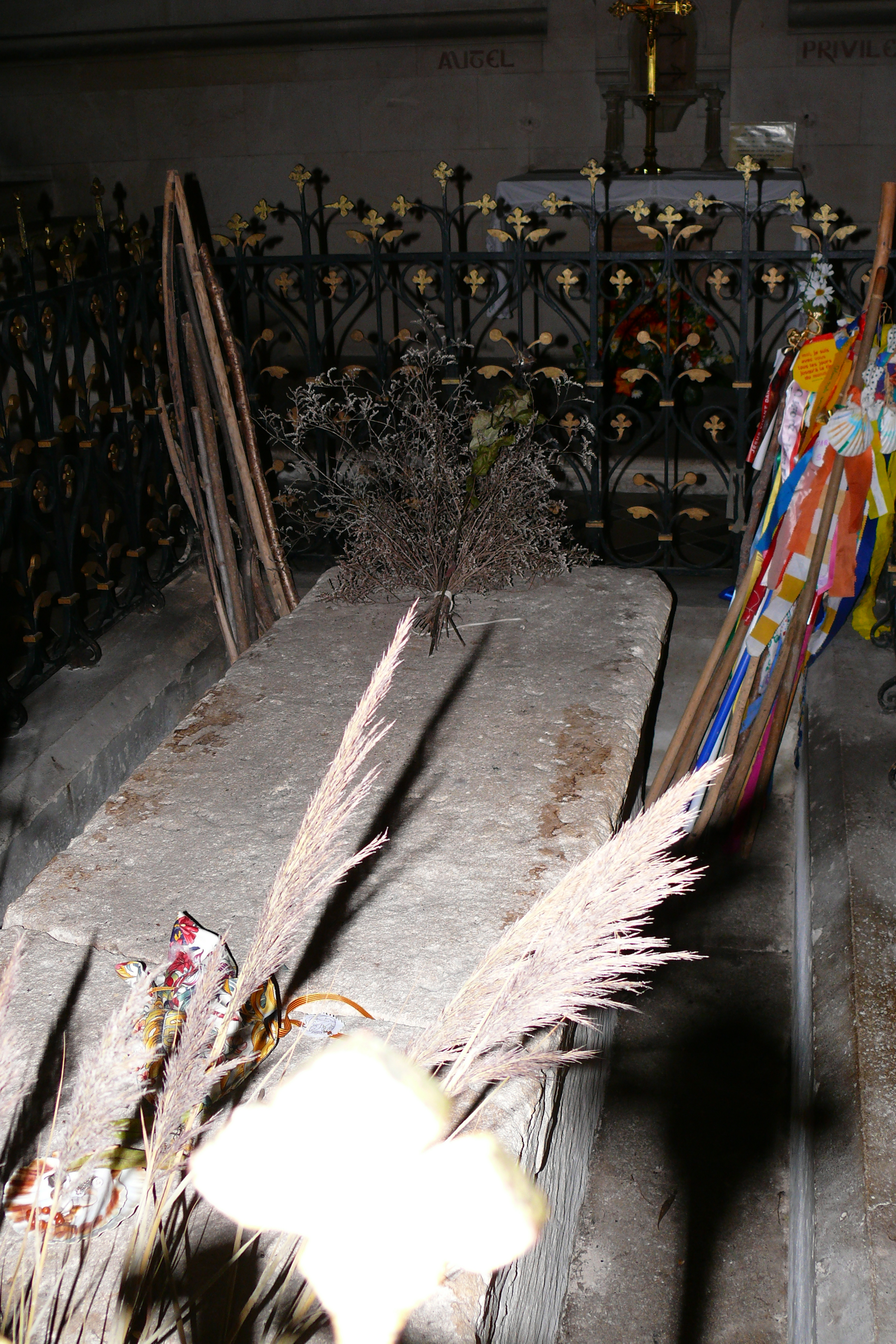
Das Grab des hl. Ägidius in der Krypta der Abteikirche Saint-Gilles

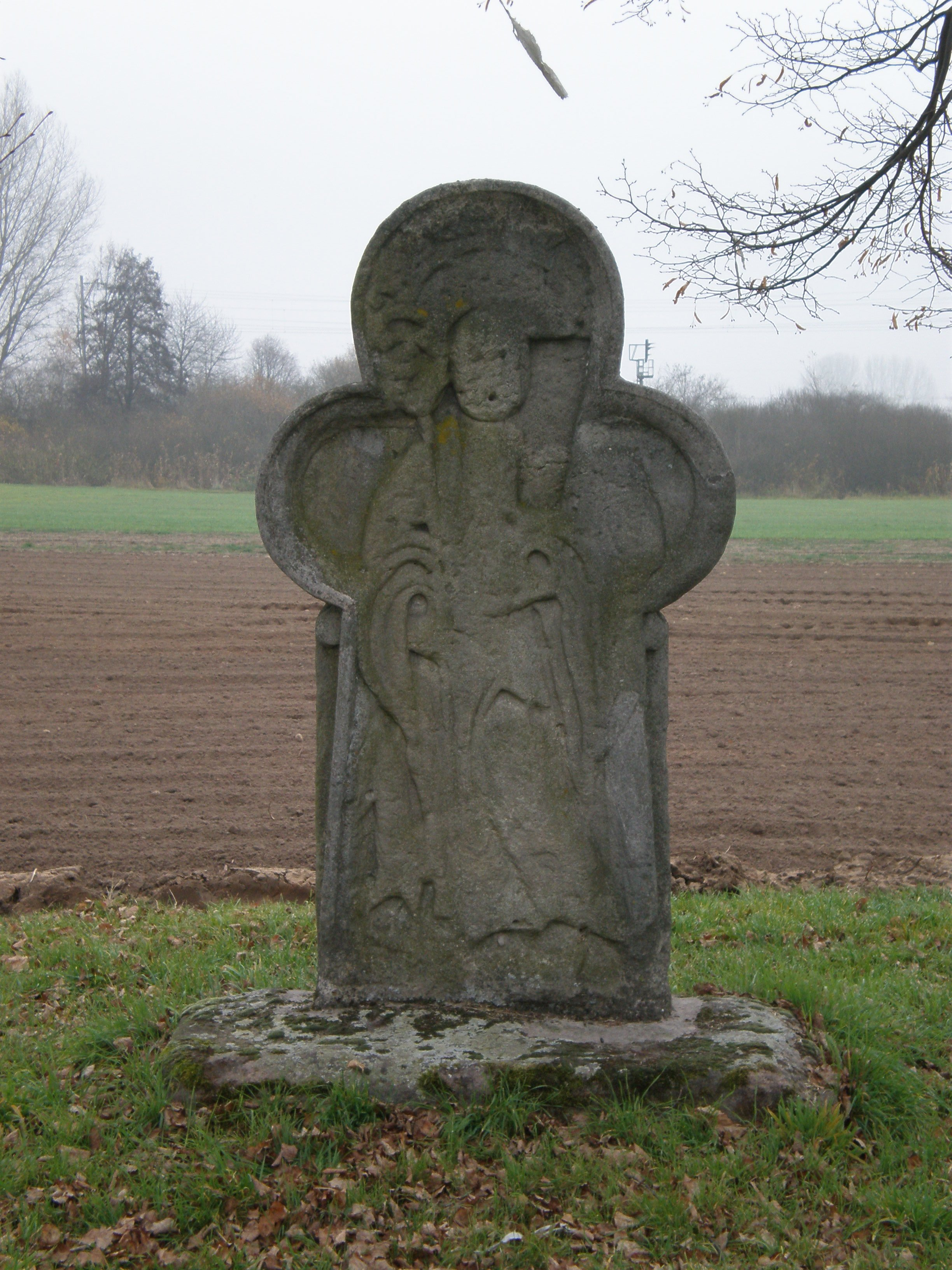
Der Egidienstein im Erlanger Ortsteil Eltersdorf

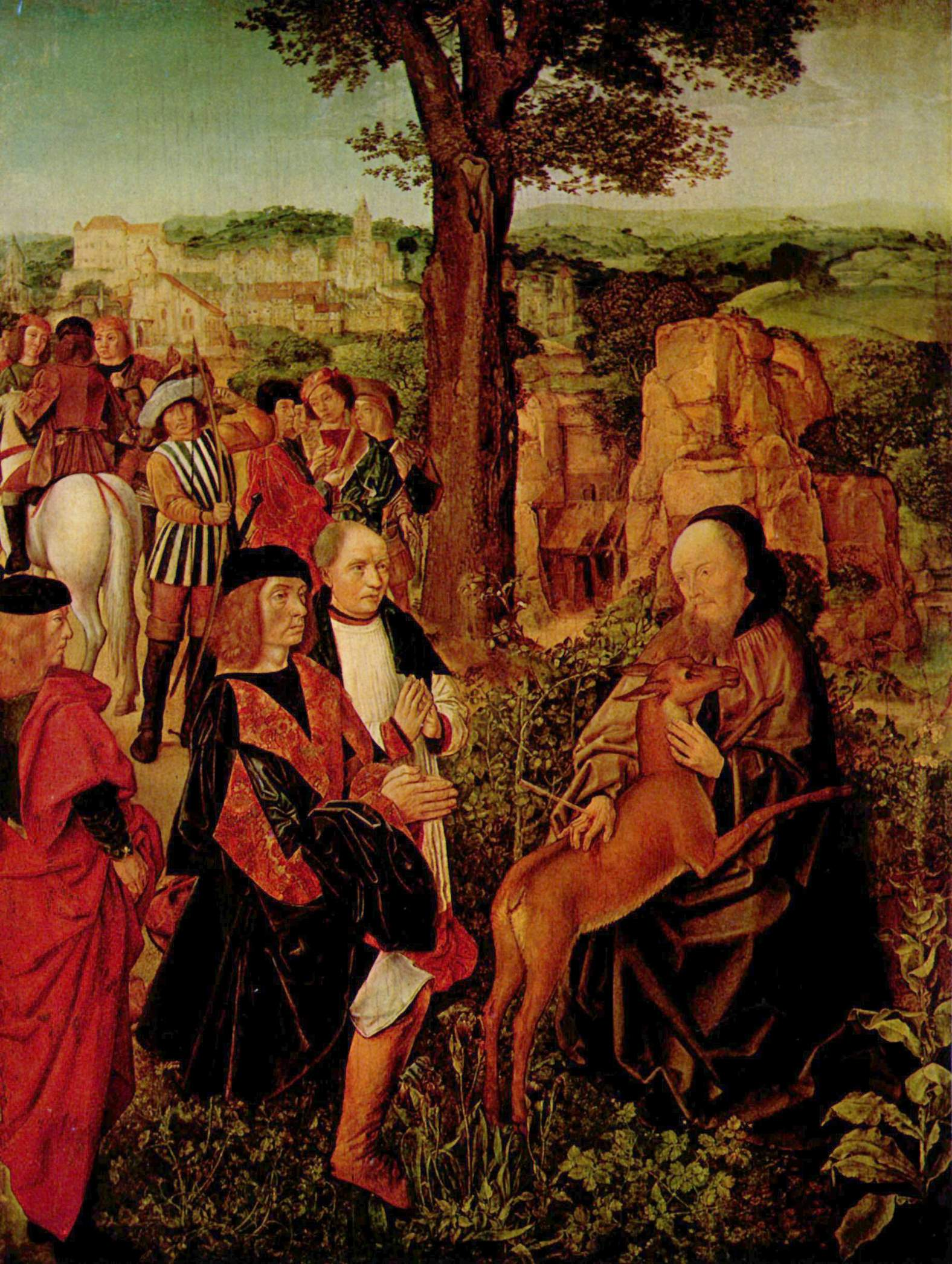
Meister des Saint Gilles: Das Wunder des Saint Gilles

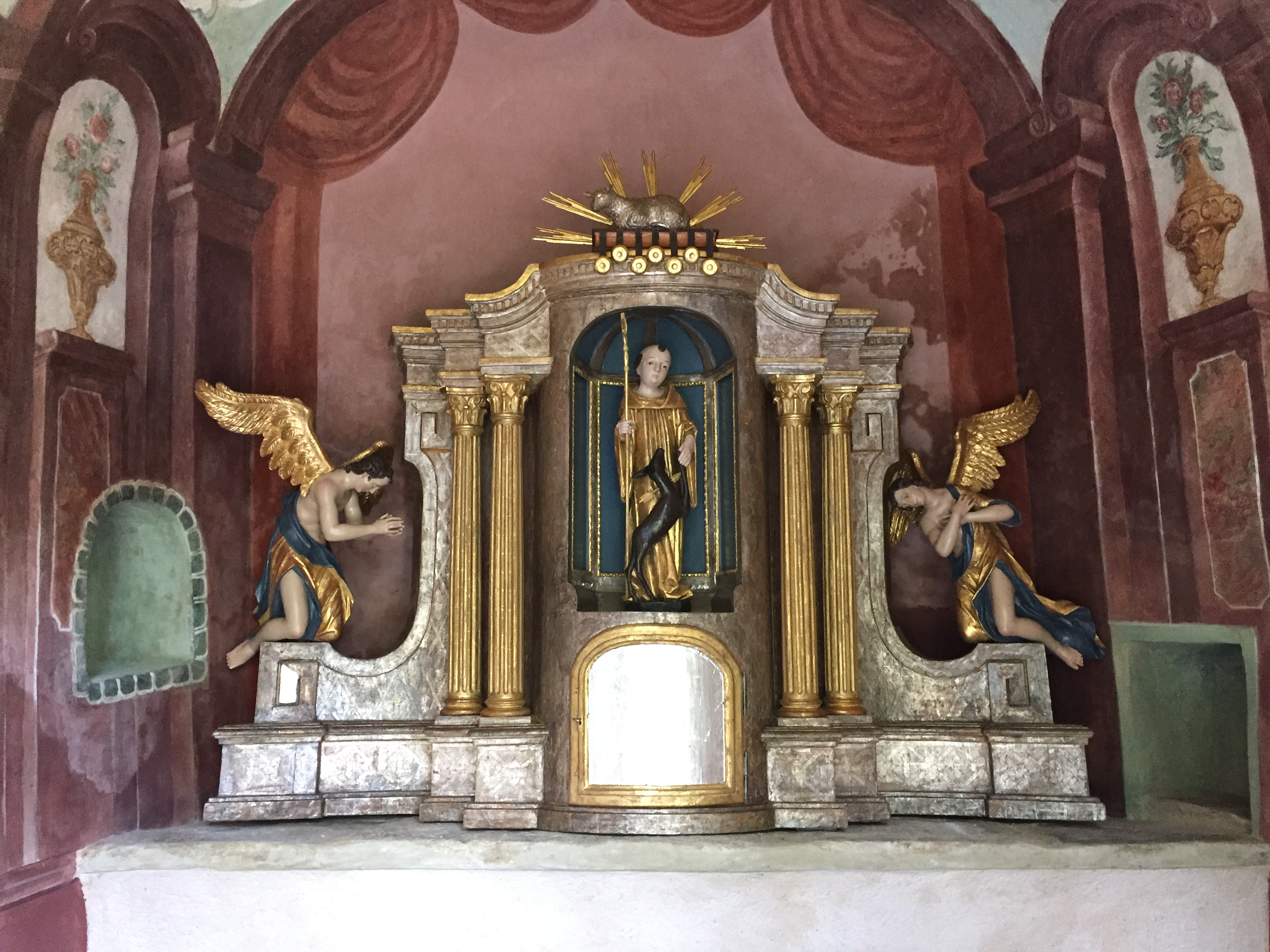
Skulptur des hl. Ägydius, Teil des Tabernakels der Ägydius-Kapelle in Fischbach, Steiermark, Österreich

### Grablege und Kirchen
Das Grab des hl. Ägidius befindet sich in der Krypta der Abteikirche von Saint-Gilles, Gard. Wallfahrten zu seinem Grabe waren bereits im 11. Jahrhundert ebenso beliebt wie solche nach Rom oder Santiago de Compostela. Das Benediktinerkloster wurde in den Hugenottenkriegen des 16. Jahrhunderts fast vollständig zerstört.
Dem hl. Ägidius sind europaweit zahlreiche Kirchen und sogenannte Egidiensteine gewidmet.

### Ortspatronate
Den Namen des Heiligen tragen zahlreiche Orte, zumeist weil ihm zu Ehren die erste Kirche dort geweiht war. Im deutschen Sprachraum sind es beispielsweise die sächsische Gemeinde St. Egidien, die niederösterreichische Marktgemeinde St. Aegyd am Neuwalde, Sankt Aegidi in Oberösterreich, die Gemeinde Sankt Gilgen am Wolfgangsee, Orte namens Gilgenberg und Sankt Ilgen, Gillenberg, Gillersheim, Gilden, Gillersdorf, Ilgesheim, Ilgenberg, oder der Bezirk Aegidienberg der Stadt Bad Honnef, der Innsbrucker Stadtteil Igls. Der Name der siebenbürgischen Stadt Aiud leitet sich ebenfalls von Ägidius ab.
In mehreren Städten sind Straßen und Plätze nach der dortigen Ägidienkirche benannt, so die Aegidienstraßen in Bonn und Lübeck, die Egidienstraße in Erlangen, der Aegidientorplatz in Hannover, der Ägidienplatz in Regensburg, der Egidienplatz in Nürnberg und der Ägidienmarkt in Braunschweig.
Der Ägidius-Kult war auch im mittelalterlichen Polen sehr verbreitet. Die erste polnische Chronik von Gallus Anonymus berichtet, dass der einzige Sohn des polnischen Fürsten Władysław I. Herman und seiner Frau Judith – Bolesław III. Schiefmund – dank der Fürbitte des hl. Ägidius (polnisch Idzi) geboren war. Der Herrscher schickte dem Heiligen nach St. Gilles eine goldene Kind-Statuette und erhielt als „Gegengabe“ den Sohn. Aus der Zeit Władysławs und Bolesławs stammen in Polen mehrere romanische Ägidius-Kirchen (Breslau, Krakau, Inowłódz, Tarczek), höchstwahrscheinlich von diesen zwei Herrschern gestiftet. In späteren Zeiten entstanden z. B. die Ägidius-Kirchen in Breslau, Krobia, und Wyszków.
Auch tragen die Gemeinden Ilija in der Slowakei und Šentilj in der slowenischen Untersteiermark Ägidius’ Namen.
Die Kirche und das Dominikanerkloster in der Prager Altstadt tragen seinen Namen: Kostel svatý Jiljí (St. Aegidius-Kirche).
Der heilige Ägidius ist Stadtpatron von Graz, Klagenfurt und Edinburgh. Er ist ebenfalls Patron der ehemaligen Gemeinde Pötzleinsdorf in Wien und wird auf dem Wappen dargestellt.

### Gemeinschaften
Das ehemalige Kloster Sant’Egidio im römischen Stadtteil Trastevere ist namensgebend für die Gemeinschaft Sant’Egidio in der römisch-katholischen Kirche.

### Anrufung
Ägidius ist der einzige der Vierzehn Nothelfer, der nicht das Martyrium erlitt. Er ist Schutzpatron der stillenden Mütter und der Hirten. Als Beschützer der Bettler und Krüppel wird seine Fürbitte angerufen bei Pest, Aussatz und Krebs, bei Dürre, Sturm und Feuersbrunst, in geistiger Not und Verlassenheit, gegen Fallsucht, Geisteskrankheiten und Unfruchtbarkeit von Mensch und Tier.

### Ikonographie
In Abbildungen wird Ägidius zumeist als Einsiedler oder Benediktinermönch dargestellt, mit Krummstab und vom Pfeil getroffen und in Begleitung einer Hirschkuh.

### Gedenktag
Der St. Gilgentag, auch Ägidiustag (1. September), ist vielerorts ein Tag der Volksfeste.
Auf eine Wallfahrt zum hl. Ägidius geht auch das drittgrößte bayerische Volksfest (eigentlich Jahrmarkt) zurück, der Gillamoos in Abensberg. Der Name leitet sich verschliffen ab von „St. Gilg am Moos“.

### Bauernregeln
Mit Ägidius befassen sich mehrere Bauernregeln:
- „Ist Ägidius ein heller Tag, so folgt ein guter Herbst.“
- „Ist Ägidi ein heller Tag, ich dir einen schönen Herbst ansag.“
- „Ist's an St. Ägidi rein, wird's so bis ‚Michaelis‘ sein.“[4]
- „Wie der Hirsch an Ägidi in die Brunft tritt, so tritt er an ‚Michaelis‘ wieder heraus“
- „Gib auf Ägidius Acht, er sagt dir, was September macht.“
- „Wenn St. Ägidius bläst ins Horn, heißt es: Bauer sä' Dein Korn.“
- „Ägidius Regen – kommt ungelegen“